# Progressione del record mondiale del salto in lungo maschile

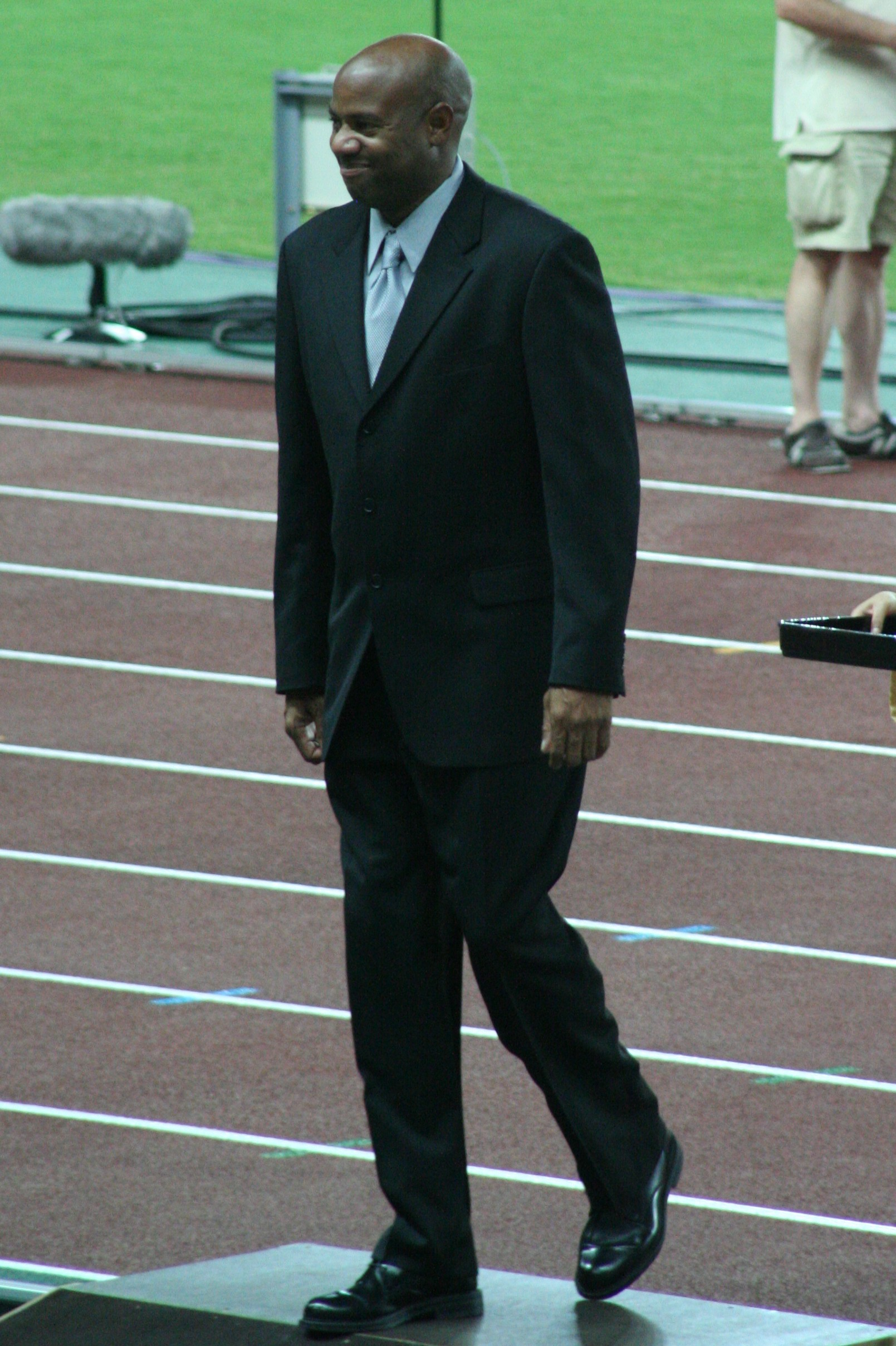
Mike Powell, detentore del record mondiale della specialità

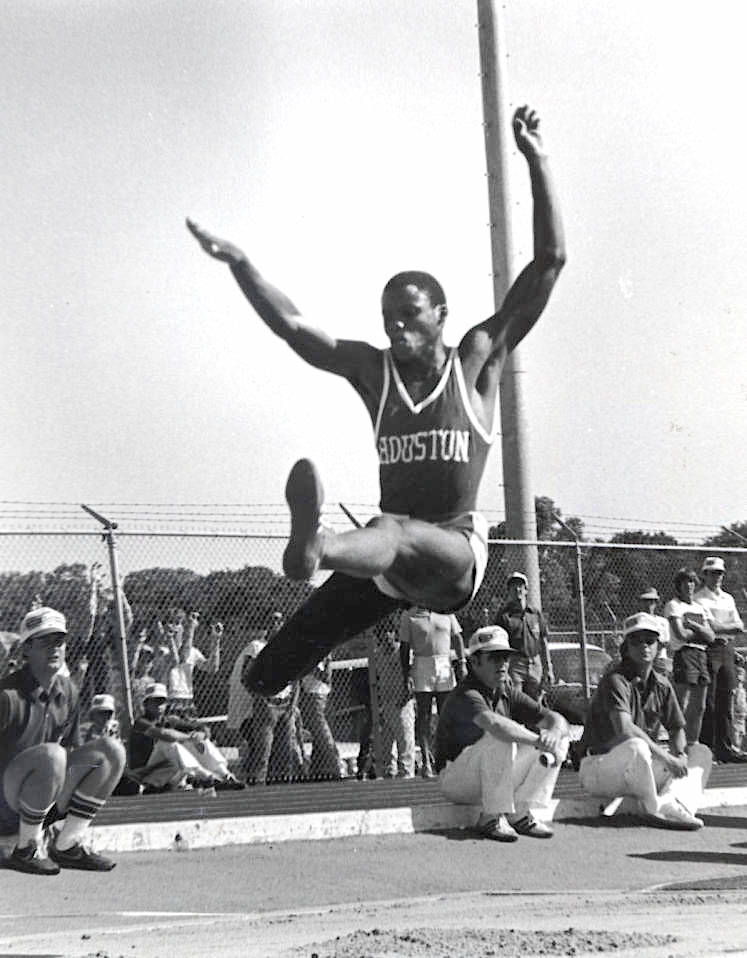
Carl Lewis, detentore del record mondiale indoor della specialità

La voce seguente illustra la progressione del record mondiale del salto in lungo maschile di atletica leggera.
Il primo record mondiale maschile venne riconosciuto dalla federazione internazionale di atletica leggera nel 1912, quando venne ratificato il primato di Peter O'Connor datato 1901, mentre il primo record mondiale indoor risale al 1984. Il record più duraturo è l'attuale primato di 8,95 m di Mike Powell, imbattuto dal 30 agosto 1991, mentre quello più breve è stato l'8,24 m di Ralph Boston, che solo 50 giorni più tardi venne migliorato con 8,28 m dallo stesso atleta.
Il massimo aumento di misura di un record venne apportato da Bob Beamon durante i Giochi olimpici di Città del Messico 1968, quando incrementò la misura di ben 55 centimetri (8,90 m), migliorando notevolmente gli 8,35 m del precedente primato. Il minimo incremento di un record mondiale è di un solo centimetro (Ed Hamm nel 1928 e Ralph Boston nel 1965); in due occasioni (8,31 m e 8,35 m) il primato è stato eguagliato. L'unico atleta nella storia ad avere migliorato più volte il primato mondiale è stato Ralph Boston, che fra il 1960 e il 1965 oltrepassò il limite del record per 5 volte, e lo eguagliò una. Ad oggi, la World Athletics ha ratificato ufficialmente 18 record mondiali assoluti e 1 record mondiale indoor di specialità.
Nel 1995, al Sestriere, il cubano Iván Pedroso saltò 8,96 m; il salto fu inizialmente considerato record mondiale, ma in seguito fu accertato che un giudice si era inavvertitamente piazzato davanti all'anemometro, falsando quindi la misura del vento, che fu considerato superiore ai 2 m/s. L'atleta si aggiudicò comunque la Ferrari messa in palio dagli organizzatori per chi avesse battuto un record mondiale.

## Progressione

### Record assoluti
| Misura | Vento (m/s) | Atleta              | Nazione          | Luogo                      | Data              | Note |
| ------ | ----------- | ------------------- | ---------------- | -------------------------- | ----------------- | ---- |
| 7,61 m | nw          | Peter O'Connor      | Regno Unito      | Dublino, Irlanda           | 5 agosto 1901     |      |
| 7,69 m | nw          | Edward Gourdin      | Stati Uniti      | Cambridge, Stati Uniti     | 23 luglio 1921    |      |
| 7,76 m | nw          | Robert LeGendre     | Stati Uniti      | Colombes, Francia          | 7 luglio 1924     |      |
| 7,89 m | nw          | DeHart Hubbard      | Stati Uniti      | Chicago, Stati Uniti       | 13 giugno 1925    |      |
| 7,90 m | nw          | Ed Hamm             | Stati Uniti      | Cambridge, Stati Uniti     | 7 luglio 1928     |      |
| 7,93 m | 0,0         | Silvio Cator        | Haiti            | Colombes, Francia          | 9 settembre 1928  |      |
| 7,98 m | +0,5        | Chūhei Nanbu        | Giappone         | Tokyo, Giappone            | 27 ottobre 1931   |      |
| 8,13 m | +1,5        | Jesse Owens         | Stati Uniti      | Ann Arbor, Stati Uniti     | 25 maggio 1935    |      |
| 8,21 m | 0,0         | Ralph Boston        | Stati Uniti      | Walnut, Stati Uniti        | 12 agosto 1960    |      |
| 8,24 m | +1,8        | Ralph Boston        | Stati Uniti      | Modesto, Stati Uniti       | 27 maggio 1961    |      |
| 8,28 m | +1,2        | Ralph Boston        | Stati Uniti      | Mosca, Unione Sovietica    | 16 luglio 1961    |      |
| 8,31 m | -0,1        | Igor' Ter-Ovanesjan | Unione Sovietica | Erevan, Unione Sovietica   | 10 giugno 1962    |      |
| 8,31 m | 0,0         | Ralph Boston        | Stati Uniti      | Kingston, Giamaica         | 15 agosto 1964    |      |
| 8,34 m | +1,0        | Ralph Boston        | Stati Uniti      | Los Angeles, Stati Uniti   | 12 settembre 1964 |      |
| 8,35 m | 0,0         | Ralph Boston        | Stati Uniti      | Modesto, Stati Uniti       | 29 maggio 1965    |      |
| 8,35 m | 0,0         | Igor' Ter-Ovanesjan | Unione Sovietica | Città del Messico, Messico | 19 ottobre 1967   |      |
| 8,90 m | +2,0        | Bob Beamon          | Stati Uniti      | Città del Messico, Messico | 18 ottobre 1968   |      |
| 8,95 m | +0,3        | Mike Powell         | Stati Uniti      | Tokyo, Giappone            | 30 agosto 1991    |      |

### Record indoor
| Misura | Atleta     | Nazione     | Luogo                 | Data            | Note |
| ------ | ---------- | ----------- | --------------------- | --------------- | ---- |
| 8,79 m | Carl Lewis | Stati Uniti | New York, Stati Uniti | 27 gennaio 1984 |      |